# Alfonso Obregón Cancino
Alfonso Obregón (12 de mayo de 1972) es un exfutbolista ecuatoriano que ha jugado 58 veces en la Selección de fútbol de Ecuador entre 1995 y 2004.
Capitán Histórico de Liga de Quito con la cual consiguió 8 títulos (5 nacionales, 1 Copa Libertadores, 1 Recopa Sudamericana y 1 Copa Sudamericana). Considerado en el Equipo Ideal de Liga de todos los tiempos y uno de los históricos del fútbol ecuatoriano.

## Selección nacional
Ha sido internacional con la Selección de fútbol de Ecuador en 58 ocasiones. Su debut fue el 25 de octubre de 1995 ante Bolivia en un partido amistoso.
Disputó el Mundial Corea - Japón 2002 y actuó en los 3 partidos que la Selección Nacional tuvo en dicho mundial.

### Participaciones enCopas del Mundo
| Mundial                       | Sede                  | Resultado      | PJ | GA | Asis |
| ----------------------------- | --------------------- | -------------- | -- | -- | ---- |
| Mundial de Corea y Japón 2002 | Corea del Sur y Japón | Fase de grupos | 3  | 0  | 0    |

### Participaciones enCopas América
| Torneo                 | Sede                   | Resultado              | PJ | GA | Asis |
| ---------------------- | ---------------------- | ---------------------- | -- | -- | ---- |
| Copa América 2001      | Colombia               | Fase de grupos         | 3  | 0  | 0    |
| Copa América 2004      | Perú                   | Fase de grupos         | 2  | 0  | 0    |
| Total en Copas América | Total en Copas América | Total en Copas América | 5  | 0  | 0    |

### Participaciones enCopas Oro
| Torneo        | Sede           | Resultado      | PJ | GA | Asis |
| ------------- | -------------- | -------------- | -- | -- | ---- |
| Copa Oro 2002 | Estados Unidos | Fase de grupos | 2  | 0  | 0    |

### Participaciones enEliminatorias al Mundial
| Eliminatoria                                | Sede del Mundial       | Posición               | Resultado   | PJ | GA | Asis |
| ------------------------------------------- | ---------------------- | ---------------------- | ----------- | -- | -- | ---- |
| Eliminatorias Mundial de Francia 1998       | Francia                | 6°lugar 21pts          | Eliminado   | 5  | 0  | 0    |
| Eliminatorias Mundial de Corea y Japón 2002 | Corea del Sur y Japón  | 2°lugar 31pts          | Clasificado | 14 | 0  | 0    |
| Eliminatorias Mundial de Alemania 2006      | Alemania               | 3°lugar 28pts          | Clasificado | 5  | 0  | 0    |
| Total en Eliminatorias                      | Total en Eliminatorias | Total en Eliminatorias | 2/3         | 24 | 0  | 0    |

## Clubes
| Club          | País    | Año       |
| ------------- | ------- | --------- |
| Espoli        | Ecuador | 1991-1997 |
| Liga de Quito | Ecuador | 1998-2000 |
| Delfín        | Ecuador | 2001      |
| Liga de Quito | Ecuador | 2002-2009 |

## Palmarés

### Títulos nacionales
| Título             | Club          | País    | Año  |
| ------------------ | ------------- | ------- | ---- |
| Serie A de Ecuador | Liga de Quito | Ecuador | 1998 |
| Serie A de Ecuador | Liga de Quito | Ecuador | 1999 |
| Serie A de Ecuador | Liga de Quito | Ecuador | 2003 |
| Serie A de Ecuador | Liga de Quito | Ecuador | 2005 |
| Serie A de Ecuador | Liga de Quito | Ecuador | 2007 |

### Copas internacionales
| Título              | Club          | País    | Año  |
| ------------------- | ------------- | ------- | ---- |
| Copa Libertadores   | Liga de Quito | Ecuador | 2008 |
| Copa Sudamericana   | Liga de Quito | Ecuador | 2009 |
| Recopa Sudamericana | Liga de Quito | Ecuador | 2009 |